# Lago di Vico
Lago di Vico este o arie protejată (arie specială de conservare — SAC, sit de importanță comunitară — SCI) din Italia întinsă pe o suprafață de 1.501 ha, integral pe uscat.

## Localizare
Centrul sitului Lago di Vico este situat la coordonatele 42°19′19″N 12°10′22″E / 42.321944°N 12.172778°E.

## Înființare
Situl Lago di Vico a fost declarat sit de importanță comunitară în iunie 1995 pentru a proteja 22 de specii de animale. Situl a fost protejat și ca arie specială de conservare în decembrie 2016.

## Biodiversitate
Situată în ecoregiunea mediteraneană, aria protejată conține 3 habitate naturale: Ape puternic oligomezotrofe cu vegetație bentonică cu Chara spp., Lacuri eutrofice naturale cu vegetație de tip Magnopotamion sau Hydrocharition, Ape stătătoare oligotrofe până la mezotrofe, cu vegetație de Littorelletea uniflorae și/sau de Isoëto-Nanojuncetea.
La baza desemnării sitului se află mai multe specii protejate:
- păsări (19): pescăruș albastru (Alcedo atthis), egretă mare (Ardea alba), stârc roșu (Ardea purpurea), stârc galben (Ardeola ralloides), rață roșie (Aythya nyroca), buhai de baltă (Botaurus stellaris), erete de stuf (Circus aeruginosus), erete vânăt (Circus cyaneus), egretă mică (Egretta garzetta), șoim călător (Falco peregrinus), muscar-gulerat (Ficedula albicollis), cufundar polar (Gavia arctica), piciorong (Himantopus himantopus), stârc pitic (Ixobrychus minutus), sfrâncioc roșiatic (Lanius collurio), rață pestriță (Mareca strepera), vultur pescar (Pandion haliaetus), Phalacrocorax carbo sinensis, fluierar de mlaștină (Tringa glareola)
- nevertebrate (1): Euplagia quadripunctaria
- pești (1): Rutilus rubilio
- reptile (1): țestoasa de baltă (Emys orbicularis)

Pe lângă speciile protejate, pe teritoriul sitului au mai fost identificate 6 specii de plante, 2 specii de amfibieni, 1 specie de mamifere, 1 specie de reptile.